# Nasal linguolabial
La consonante nasal linguolabial es un sonido consonántico usado en algunos idiomas orales. El símbolo en el Alfabeto Fonético Internacional que representa este sonido es n̼ o m̺.

## Características
Características de la nasal linguolabial:
- Su punto de articulación es linguolabial, lo que significa que es articulada con el ápice de la lengua y el labio superior.
- Su tipo de fonación es sonora, lo que significa que las cuerdas vocales vibran durante la articulación.
- Es una consonante nasal, lo que significa que el aire escapa parcialmente a través de la nariz.
- Su mecanismo de flujo de aire es egresivo pulmonar, lo que quiere decir que se articula exhalando aire desde los pulmones, como en la mayoría de sonidos del habla.

## Aparece en
| Idioma     | Idioma     | Palabra | AFI     | Significado | Notas |
| ---------- | ---------- | ------- | ------- | ----------- | ----- |
| Araki      | Araki      | m̼isi    | [n̼isi]  | 'aún'       |       |
| Big Nambas | Big Nambas | nəm'ək  | [nən̼ək] | 'mi lengua' |       |